# Harry Spanger
Harry Spanger o Harry Spanjer (Grand Rapids, Míchigan, 9 de enero de 1873–San Petersburgo, Florida, julio de 1958)  fue un boxeador estadounidense. Participó en los Juegos Olímpicos de San Luis 1904 y obtuvo una medalla de oro al vencer a Jack Eagan en la categoría de peso ligero. También intervino en peso wélter, pero perdió en la final ante Albert Young.